# Mustapha Skandrani
Mustapha Skandrani, né le 17 novembre 1920 à la Casbah d’Alger , et mort le 18 octobre 2005 à son domicile, est un pianiste, interprète et compositeur de musique Chaâbi algérien et de musique arabo-andalouse.

## Biographie
Mustapha a grandi et étudié jusqu'au brevet élémentaire dans la Casbah, où il est né près de la mer et du port d'Alger.
Sid-Ali, son père et ses deux oncles Hamoud et Lahabib étaient passionnés de musique classique andalouse. C'est dans cette atmosphère favorable à la musique que Mustapha a commencé sa carrière musicale en s'inscrivant à l'école Nadi "Et-Taraqi" dans sa ville natale. Ses enseignants étaient Mohamed Ben Teffahi et Abderrezak Fakhardji. Ses oncles ont été membres fondateurs du Mouloudia Club d'Alger où il signe dans ce club comme un attaquant, mais il était beaucoup plus intéressé par les instruments et les intonations musicales. En tant que multi-instrumentiste, Mustapha Skandrani est d'abord remarqué pour la guitare, la mandoline puis la guitare jeu avant de choisir le piano en 1938, qu'il va d'abord étudier avec le maître de la musique andalouse, Ahmed Sebti et ensuite avec Cheikh El Hadj Mrizek le grand maître de la chanson hawzi qui maîtrisa toutes sortes d'instruments de musique tels que la darbouka, le piano, le violon et la mandole.
Mustapha Skandrani a composé plus de 300 morceaux modernes du chaâbi et 187 compositions pour qsayed et chansonnettes dont «Youm El Djemaâ», «El Harraz», «Kifechhilti», «Qahoua ou lateye», « A bouya hnini», «A laini filaati». Il a composé aussi plusieurs chansons pour les grands maîtres du chaâbi dont : Hadj El Anka, Abdelkader Chaou, Hadj M'rizek, Amar Ezzahi et El Hachemi Guerouabi.
Après avoir été chef d'orchestre de : Hadj El Anka, El Hachemi Guerouabi, Amar Ezzahi, Reinette l'Oranaise et plusieurs grands chanteurs, Mustapha se consacre à l'enseignement en prenant une classe au Conservatoire d'Alger. En 1981, Mustapha Skandrani a dirigé le conservatoire d'Alger.
Mustapha Skandrani meurt le 18 octobre 2005 à son domicile après une longue maladie, à l'âge de 85 ans. Il est enterré au cimetière Sidi M'hamed.

## Enregistrements
Mustapha Skandrani a enregistré plusieurs disque 33 tours dans différents studios,

Ses enregistrements étaient principalement les différents Istikhbar des différents modes musicaux de la musique chaabi 

Il aussi enregistré des morceaux musicaux dans le style chaabi et ce afin de préserver l’authenticité  de la musique chaabi 

Il a aussi enregistré des vidéo diffusé sur la chaine télévision algérienne de différentes chansons de plusieurs artistes chaabi  

## Au cinéma
La cinéaste franco-algérienne Jacqueline Gozland réalise un film, Amours éternelles (1987) , court-métrage de fiction présenté au Festival de Cannes dans la section « Perspectives du Cinéma français », centré sur la relation entre Reinette l'Oranaise, célèbre chanteuse algérienne dans la tradition judéo-arabo-andalouse, et son pianiste, Mustapha Skandrani.